# Koische Seide

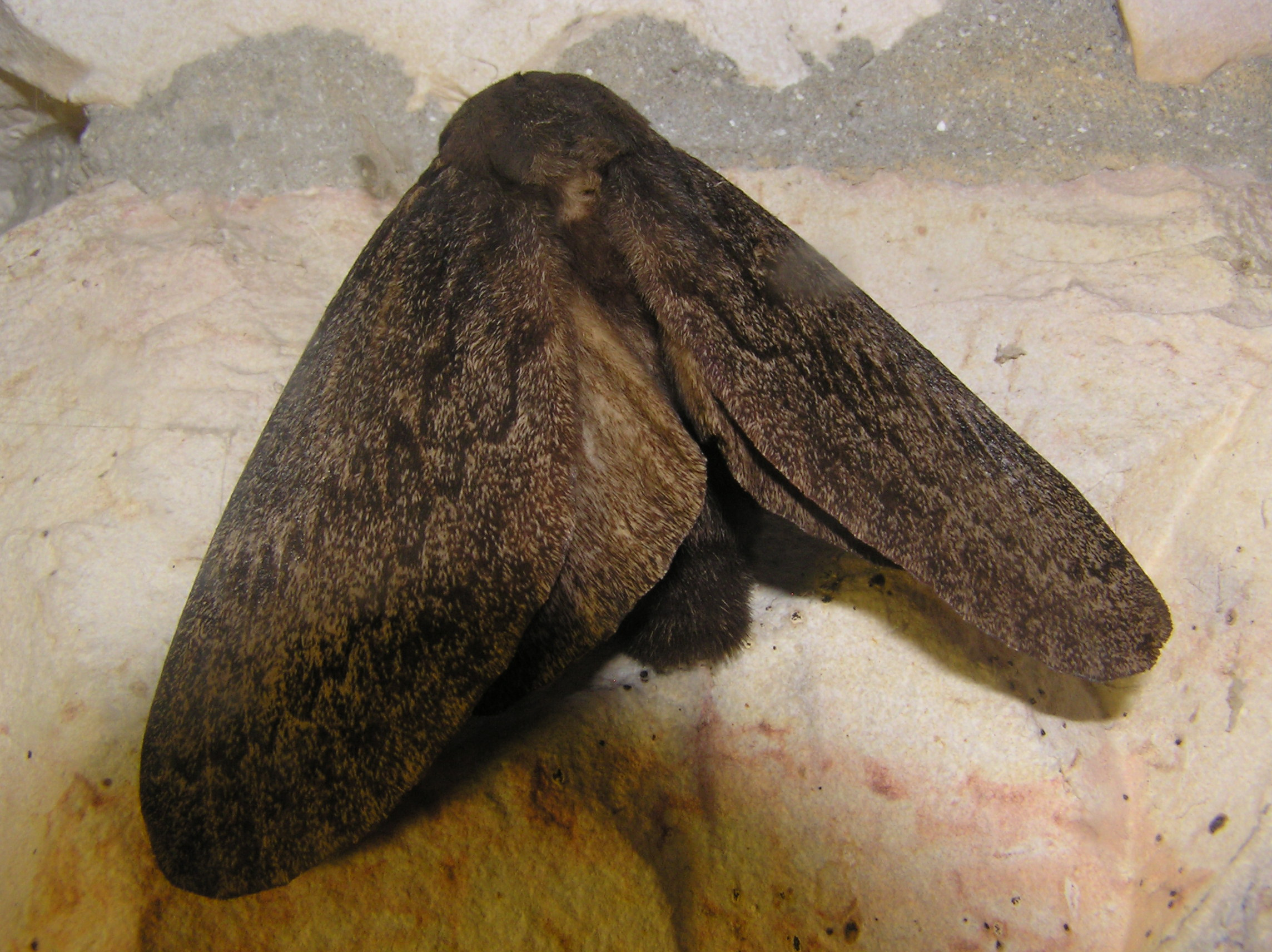
Pistazienspinner (Pachypasa otus)

Koische Seide, auch Koisches Gewebe (lateinisch coa vestis, Plural coae vestes), war ein antikes Tuch, das nach dem Herkunftsort, der Insel Kos, benannt wurde.
Es wurde aus der Seide der Raupe des Pistazienspinners (Pachypasa otus), einer auf den Dodekanes beheimateten Wollraupenspinnerart (Lasiocampidae), hergestellt.
Es wird in römischen Schriften als transparent beschrieben. Der Stoff galt als kostbar und wurde vorwiegend für erotisch wirkende Frauenkleider verwandt, die vor allem von Hetären getragen wurden. Erste Erwähnung findet die Koische Seide bei Aristoteles im 4. Jahrhundert v. Chr.
Der ältere Plinius berichtet, dass Pamphila von Kos, die Tochter des Plateus, das Geheimnis zur Seidenherstellung entdeckte.
Ab dem 1. Jahrhundert wurde sie nach und nach durch chinesische Importe ersetzt. Die chinesische Seide ist reiner und dünner.